# International Tropical Timber Agreement, 1994
Het International Tropical Timber Agreement, 1994 (ITTA, 1994) is een internationale overeenkomst inzake tropisch hout die is opgesteld om ervoor te zorgen dat tegen het jaar 2000 de export van tropisch hout afkomstig is uit duurzaam beheerde bronnen en om een fonds op te richten om producerende landen van tropisch hout te ondersteunen om dit gestelde doel te bereiken. 

## Geschiedenis
In 1976 startte de lange reeks van onderhandelingen als onderdeel van het Programma voor Grondstoffen tijdens de vierde zitting van de UNCTAD waaruit in 1983 het International Tropical Timber Agreement (ITTA, 1983) voortkwam. Deze overeenkomst trad op 1 januari 1985 in werking en voorzag onder ander in de oprichting van de International Tropical Timber Organization (ITTO). 
Er werden nieuwe onderhandelingen gevoerd die resulteerden in de overeenkomst ITTA, 1994. Deze overeenkomst werd opengesteld voor ondertekening op 26 januari 1994.
Op 1 januari 1997 trad de overeenkomst ITTA, 1994 in werking en volgde daarbij ITTA, 1983 op.

## Partijen
De partijen die de overeenkomst ondertekend hebben zijn: Australië, België, Bolivia, Brazilië, Cambodja, Canada, Centraal-Afrikaanse Republiek, China, Colombia, Congo-Brazzaville, Congo-Kinshasa, Denemarken, Duitsland, Ecuador, Egypte, de Europese Unie, Fiji, Filipijnen, Finland, Frankrijk, Gabon, Ghana, Griekenland, Guyana, Honduras, India, Indonesië, Ierland, Italië, Ivoorkust, Japan, Kameroen, Liberia, Luxemburg, Maleisië, Myanmar, Nepal, Nederland, Nieuw-Zeeland, Noorwegen, Oostenrijk, Panama, Papoea-Nieuw-Guinea, Peru, Portugal, Spanje, Suriname, Thailand, Togo, Trinidad en Tobago, Uruguay, Vanuatu, Venezuela, Verenigd Koninkrijk, Verenigde Staten, Zuid-Korea, Zweden en Zwitserland.